# Francis Ouimet
Francis DeSales Ouimet (8 de mayo de 1893-3 de septiembre de 1967) fue un golfista estadounidense. Ouimet fue conocido como el ganador del US Open en 1913, y fue el primer estadounidense elegido capitán del Royal and Ancient Golf Club of St Andrews en Escocia, cuna del golf. Su padre era un inmigrante francés canadiense, del cual heredó su típico apellido francés, y su madre una inmigrante irlandesa.

## Carrera

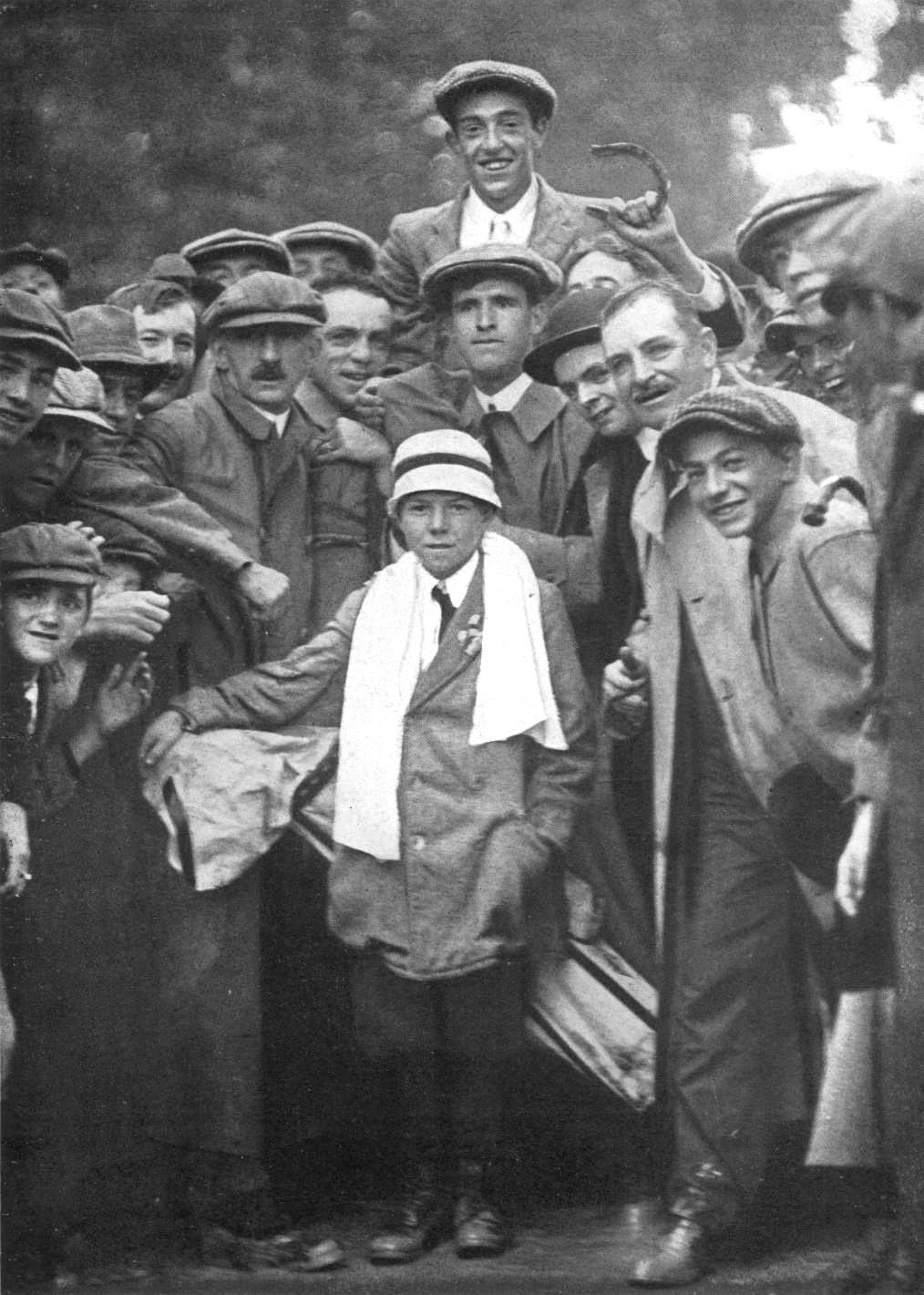
Vencedor en 1913; Eddie Lowery delante de él

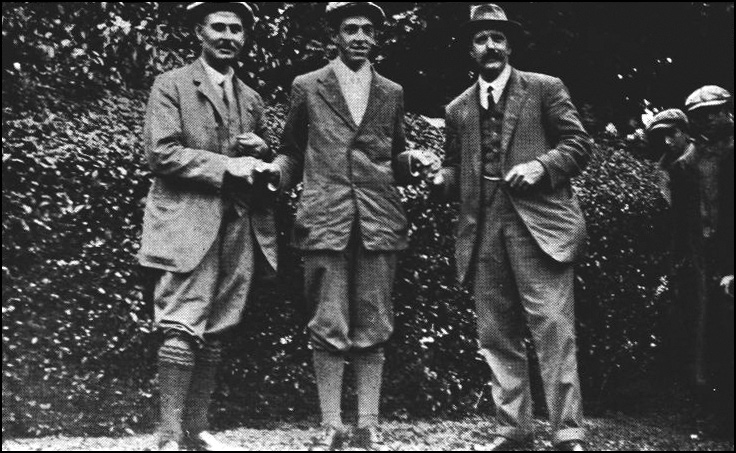
Ouimet (centro) con Harry Vardon (izquierda) y Ted Ray

Ouimet ganó en 1913 el US Open a los 20 años de edad, jugando como amateur en el The Country Club en Brookline, Massachusetts. Cuando entró como caddie, se enfrentó a jugadores profesionales, como los británicos Harry Vardon y Ted Ray. Ouimet fue el primer debutante en ganar un US Open.

## Torneos ganados
- 1913 U.S. Open, Massachusetts State Amateur
- 1914 U.S. Amateur, French Open Amateur, Massachusetts State Amateur
- 1915 Massachusetts State Amateur
- 1917 Western Amateur
- 1919 Massachusetts State Amateur
- 1920 North and South Amateur
- 1922 Massachusetts State Amateur
- 1925 Massachusetts State Amateur
- 1931 U.S. Amateur
- 1932 Massachusetts Open
- 1934 Boston Open

## Campeonatos

### Ganados (1)
| Año  | Campeonatos | Puntuación              | Margen    | Subcampeón(es)           |
| 1913 | U.S. Open   | +8 (77-74-74-79-72=304) | Playoff 1 | Harry Vardon, Edward Ray |

1 Harry Vardon y Edward Ray derrotados en una ronda de desempate de 18 hoyos - Ouimet 72, Vardon 77, Ray 78

### Participaciones profesionales
Ouimet participó en el US Open en seis ocasiones y en una como profesional.
U.S. Open
- 1913 - Ganó
- 1914 - T5
- 1915 - T35
- 1919 - T18
- 1923 - T29
- 1925 - T3
- T = tied

Profesional
- Masters 1941 - Se retiró